# Венесуельська геморагічна гарячка
Венесуельська геморагічна гарячка (англ. Venezuelan hemorrhagic fever / VHF) — зоонозна ендемічна геморагічна гарячка, яку спричинює вірус Guanarito mammarenavirus з родини аренавірусів. Поширена у кількох сільських районах штатів Португеса і Баринас центральної Венесуели. Хвороба є за клінічним перебігом схожою з гарячкою Ласса, геморагічними гарячками Аргентини і Болівії. Відноситься до агентів біологічної зброї, адже може передаватися аерогенно.

## Історичні факти
З вересня 1989 року по грудень 2006 року у штаті Португеса зареєстровано 618 випадків хвороби. Майже всі випадки сталися серед людей, що жили у містечку Гуарнаріто. Летальність досягла 23,1 %.

## Етіологія
Guanarito mammarenavirus — збудник венесуельської геморагічної гарячки належить до групи американських коронавірусів, які розбиваються на три клади: A, B і C. Вірус Guanarito належить до клади B. Має спільного родоначальника з вірусами аргентинської, болівійської, бразильської геморагічних гарячок і гарячки Такарібе.

## Епідеміологічні особливості
Короткохвостий хом'як Zygodontomys brevicauda є головним джерелом і резервуаром інфекції. Він є мешканцем західної Венесуели і живе у високій траві, оброблених сільськогосподарських полях, людських будинках і господарських будівлях. Існує припущення, що демографічні та екологічні зміни в сільській місцевості збільшили частоту контакту між людьми та зараженими гризунами настільки, що серед людей виникла хвороба. Передача максимальна щороку між листопадом і січнем, у період великої сільськогосподарської діяльності в ендемічному регіоні. Передача здійснюється переважно при вдиханні аерозолів зі слини, дихальних секретів, виділень з кишки, сечі або крові заражених гризунів, як це відбувається зокрема при геморагічній гарячці з нирковим синдромом. Передача від хворої людини до здорової можлива, але відбувається казуїстично.

## Клінічні ознаки
Виникає гарячка, нездужання, головний біль, артралгія, біль у горлі, блювання, біль у животі, діарея, надалі з'являються геморагічні прояви, зокрема гематемезис, мелена, судоми. У деякої частки захворілих розвинулася шийна лімфоаденопатія, спостерігалася пастозність обличчя.

## Діагностика
Ведучою лабораторною ознакою є тромбоцитопенія, меншою мірою лейкопенія.

## Лікування
Немає ефективного противірусного лікування. Проводиться ситуативна підтримувальна терапія.

## Профілактика
Специфічна профілактика не розроблена. Неспецифічна профілактика зводиться до захисту людей від контакту з короткохвостим хом'яком чи предметами, забрудненими його виділеннями.